# ISO 3166-2:TH
ISO 3166-2 données pour la Thaïlande
(depuis en:ISO 3166-2:TH)

## Provinces (76)
```
TH-10  
Bangkok

TH-11  
Samut Prakan

TH-12  
Nonthaburi

TH-13  
Pathum Thani

TH-14  
Phra Nakhon Si Ayutthaya

TH-15  
Ang Thong

TH-16  
Lop Buri

TH-17  
Sing Buri

TH-18  
Chai Nat

TH-19  
Saraburi

TH-20  
Chon Buri

TH-21  
Rayong

TH-22  
Chanthaburi

TH-23  
Trat

TH-24  
Chachoengsao

TH-25  
Prachin Buri

TH-26  
Nakhon Nayok

TH-27  
Sa Kaeo

TH-30  
Nakhon Ratchasima

TH-31  
Buri Ram

TH-32  
Surin

TH-33  
Si Sa Ket

TH-34  
Ubon Ratchathani

TH-35  
Yasothon

TH-36  
Chaiyaphum

TH-37  
Amnat Charoen

TH-38  
Bueng Kan

TH-39  
Nong Bua Lam Phu

TH-40  
Khon Kaen

TH-41  
Udon Thani

TH-42  
Loei

TH-43  
Nong Khai

TH-44  
Maha Sarakham

TH-45  
Roi Et

TH-46  
Kalasin

TH-47  
Sakon Nakhon

TH-48  
Nakhon Phanom

TH-49  
Mukdahan

TH-50  
Chiang Mai

TH-51  
Lamphun

TH-52  
Lampang

TH-53  
Uttaradit

TH-54  
Phrae

TH-55  
Nan

TH-56  
Phayao

TH-57  
Chiang Rai

TH-58  
Mae Hong Son

TH-60  
Nakhon Sawan

TH-61  
Uthai Thani

TH-62  
Kamphaeng Phet

TH-63  
Tak

TH-64  
Sukhothai

TH-65  
Phitsanulok

TH-66  
Phichit

TH-67  
Phetchabun

TH-70  
Ratchaburi

TH-71  
Kanchanaburi

TH-72  
Suphanburi

TH-73  
Nakhon Pathom

TH-74  
Samut Sakhon

TH-75  
Samut Songkhram

TH-76  
Phetchaburi

TH-77  
Prachuap Khiri Khan

TH-80  
Nakhon Si Thammarat

TH-81  
Krabi

TH-82  
Phang Nga

TH-83  
Phuket

TH-84  
Surat Thani

TH-85  
Ranong

TH-86  
Chumpon

TH-90  
Songkhla

TH-91  
Satun

TH-92  
Trang

TH-93  
Phattalung

TH-94  
Pattani

TH-95  
Yala

TH-96  
Narathiwat

TH-S   
Pattaya
```